# Sorikmerapi
Sorikmerapi är en vulkan i Indonesien.   Den ligger i provinsen Sumatera Utara, i den västra delen av landet, 1 100 km nordväst om huvudstaden Jakarta. Toppen på Sorikmerapi är 2 145 meter över havet.
Terrängen runt Sorikmerapi är kuperad österut, men västerut är den bergig. Sarik Merapi är den högsta punkten i trakten. Runt Sorikmerapi är det ganska glesbefolkat, med 24 invånare per kvadratkilometer. I omgivningarna runt Sorikmerapi växer i huvudsak städsegrön lövskog.